# Pontoszi líra
A pontoszi líra (görög ποντιακή Λύρα) a pontoszi görög diaszpóra körében, illetve a pontoszi görögök egykori területén, Törökország Fekete-tengeri partvidékén és Grúziában használt vonós hangszer. Csak a nevében líra, hangszertanilag nem a lírák, vagyis járomlantok, hanem a nyeles lantok közé tartozik. Török megfelelője a karadeniz kemençe.

## Leírása
A pontoszi líra körvonala palack formájú; hosszúkás, vályúszerű teste rövid nyakával, hangolófejével együtt egyetlen darab fából van kifaragva. Teljes hosszúsága 50–60 cm. A fenyőfa tetőn két párhuzamos keskeny, hosszanti hanglyuk van, ezek között áll a húrláb. Dárdaformájú, alul nyitott dobozszerű hangolófeje van elülső állású hangolókulcsokkal. Három húrját többféleképp hangolják, legtöbbször kvart hangközökre.

## Használata
Függőleges helyzetben használják, a hangszer testét az ülő zenész a térdei közé veszi, álló helyzetben egy szíj tartja. A vonót alsó fogással kezelik. Jellemző a többszólamú játék, a burdonszerű kíséret mellett gyakran kvart-párhuzamban szólal meg a dallam.